# Почесні громадяни Житомира
Нижче наведений список почесних громадян Житомира.

## Почесні громадяни
| №  | П. І. Б.                              | Рід занять, звання та нагороди | Рік присвоєння |
| -- | ------------------------------------- | --- | -------------- |
| 1  | Добринін Григорій Філімонович         | Маляр. Нагороджений орденами Трудового Червоного Прапора, Жовтневої революції, медалями «За доблесний труд», «Ветеран праці». | 1984           |
| 2  | Базикіна Людмила Олексіївна           | В'язальниця. Заслужений працівник легкої промисловості України. Нагороджена орденами Трудової Слави ІІ та ІІ ступенів. | 1988           |
| 3  | Яременко Василь Михайлович            | Актор театру. Народний артист України. Нагороджений орденами Вітчизняної війни, Трудового Червоного Прапора, «Знак Пошани». | 1988           |
| 4  | Алімов Віталій Миколайович            | Апаратник хімічних волокон. Нагороджений знаком «Відмінник хімічної промисловості СРСР», медаллю «Ветеран праці». | 1992           |
| 5  | Бондаренко Емма Захарівна             | Лікар. Відмінник охорони здоров'я, заслужений лікар України. Нагороджена орденами Леніна, «Знак пошани», медалями. | 1992           |
| 6  | Пилипчук Валентин Леонідович          | Головний координатор «Всеукраїнської координаційної ради громадських організацій», член Президії «Земляцтва житомирян» у Києві | 1992           |
| 7  | Ємельянов Анатолій Єгорович           | Військовий, генерал-майор. Нагороджений двома орденами Червоного Прапора, двома орденами Червоної Зірки, орденом Вітчизняної війни І та ІІ ступенів, орденом Богдана Хмельницького ІІ ступеня. | 1993           |
| 8  | Слівінський Едуард Домінікович        | Інженер. Заслужений будівельник України. Нагороджений орденом Дружби народів, двома орденами Трудового Червоного Прапора. | 1993           |
| 9  | Гузун Михайло Семенович               | Хореограф. Народний артист України, заслужений працівник культури України, відмінник народної освіти. Нагороджений грамотою Президії Верховної Ради України, Почесною грамотою Кабінету Міністрів України, орденом «За заслуги» ІІІ ступеня, почесною відзнакою «Медаль Павла Вірського».                                                       | 1995           |
| 10 | Гузун Тетяна Іванівна                 | Хореограф. Народна артистка України, заслужений працівник культури України, відмінник народної освіти. Нагороджена грамотою Президії Верховної Ради України, Почесною грамотою Кабінету Міністрів України, орденом княгині Ольги ІІІ ступеня, почесними відзнаками «За багаторічну плідну працю в галузі культури» та «Медаль Павла Вірського». | 1995           |
| 11 | Лашкул Федір Григорович               | Інженер. Заслужений працівник промисловості України. Нагороджений двома орденами Трудового Червоного Прапора. | 2001           |
| 12 | Кавун Василь Михайлович               | Колгоспник, депутат. Кандидат сільськогосподарських наук. Герой Соціалістичної Праці, відзначений багатьма державними нагородами. | 2003           |
| 13 | Острожинський Валентин Євгенович      | Громадський діяч. Кандидат філософських наук. Нагороджений орденом Дружби Народів, двома орденами Трудового Червоного Прапора, орденом «Знак Пошани», багатьма медалями. | 2003           |
| 14 | Хомчук Леонід Михайлович              | Працівник житлово-комунального господарства. Заслужений працівник промисловості України. Нагороджений орденом «Знак Пошани», Почесною грамотою Президії Верховної Ради України. | 2003           |
| 15 | Концевич Євген Васильович             | Письменник. | 2005           |
| 16 | Малиновський Антон Станіславович      | Агроном. Нагороджений орденом «За заслуги перед містом» III ступеня. | 2005           |
| 17 | Сльота Іван Михайлович                | Народний артист УРСР, художній керівник і головний диригент Поліського державного ансамблю пісні і танцю «Льонок» | 2006           |
| 18 | Нікулін Володимир Федорович           | Будівельник, депутат. | 2011           |
| 19 | Шинкарук Володимир Федорович          | Науковець, письменник. | 2011           |
| 20 | Рудь Петро Володимирович              | президент компанії «Рудь». | 2012           |
| 21 | Андрійчук Юрій Андрійович             | Член Національної комісії регулювання електроенергетики України. | 2013           |
| 22 | Купрійчук Наїна Володимирівна         | Директор Житомирської міської гуманітарної гімназії №23 ім. М. Й. Очерета. | 2013           |
| 23 | Сціборський Микола Орестович          | Один з фундаторів та провідників ОУН, державний та військовий діяч. | 2016           |
| 24 | Кандиба Олег Олександрович (О.Ольжич) | Один з провідників ОУН, державний діяч, поет та науковець. | 2016           |
| 25 | Поплавська Маріанна Францівна         | Українська акторка, вчителька Житомирської ЗОШ № 33. | 2018           |